# Komsomolmeer
Het Komsomolmeer (Russisch: озеро Комсомол) is een meer nabij de noordwestkust van het Russische eiland Wrangel. Het meer wordt gescheiden van de Oost-Siberische Zee door een smalle zanderige schoorwal, waarop zich een izba bevindt.
Aan zuidoostzijde grenst het meer aan de uitlopers van het Bezymjannyegebergte. Aan noordzijde liggen een aantal kleinere meertjes en iets noordelijker stroomt het riviertje Nanoek uit in zee.